# نياغرا ريفر ليونز
نياغرا ريفر ليونز (بالإنجليزية: Niagara River Lions)‏ هو فريق كرة سلة كندي للمحترفين تأسس في سنة 2015 يقع مقره في سانت كاثرينز. يلعب في دوري كندا الوطني لكرة السلة.

## وصلات خارجية
- الموقع الرسمي